# セラクルミン
セラクルミン（英: theracurmin）は、クルクミンの経口摂取を目的として作られた物質である。

## 概要
ウコンの成分であるクルクミンは、食用色素、スパイスとして用いられているほか、抗酸化作用、抗炎症作用、抗腫瘍作用、アルツハイマー症の予防など、生体に対する様々な活性が期待されているが、水に溶けにくく経口摂取しても吸収されないことが課題とされてきた。この課題を克服すべく、複数の機関がクルクミンの経口吸収率の改善を目指した物質の開発を試みており、セラクルミンはそうした物質の一つで、日本において株式会社セラバリューズにより食品として、開発、製造、販売されている。また、セラクルミンという名称は、同社により商標登録（日本の商標登録番号は第5358963号）されている。

## セラクルミンの製造方法と物性
セラクルミンはウコンから抽出したクルクミン粉末（セラクルミンとして加工する前の状態）に複数の添加物を加え、超微細化、および、表面処理を施すことにより製造される。物性としては、水に容易に分散し、その状態で室温、28日間静置した場合、クルクミン粉末は沈殿を生じたのに対して、セラクルミンは分散状態が維持されていたとの報告がある。また、光照射試験おいて安定であることや、飲料や食品の高温殺菌条件である95 ℃、および、120 ℃で15分間放置した耐熱性試験においても安定であるとの報告がある。さらに、粒子径が200 nm以下の球状微細粒子であることや、分散安定性の指標であるゼータ電位が－50 mVであるとの報告もなされている。

## セラクルミン経口摂取時のバイオアベイラビリティ
セラクルミンにおいてクルクミンの経口吸収性が改善されたという論拠として、クルクミン粉末とセラクルミンをそれぞれ経口摂取した際の血中クルクミン濃度の比較を行った報告がある。ラットにクルクミン換算で50 mg/kgを経口投与した場合、血中クルクミン濃度の最高値、および、0～8時間の血中濃度曲線下面積 (AUC) は、クルクミン粉末投与時にはそれぞれ13.0±5.8 ng/mL、51.1±25 ng/mLであったのに対し、セラクルミン投与時には764±231 ng/mL、2248±380 ng/mL となり、AUC比較でバイオアベイラビリティは42.8～44.0倍に増加していたとの報告がある。
また、健康成人にてクルクミン換算で30 mgのセラクルミンを経口摂取した場合、血中クルクミン濃度の最高値、および、0～6時間のAUCは、クルクミン粉末摂取時にはそれぞれ1.8±2.8 ng/mL、4.1±7 ng/mLであったのに対し、セラクルミン摂取時には29.5±12.9 ng/mL、113±61 ng/mL となり、AUC比較で27.3倍という結果が示されている。

## セラクルミンを用いた研究
セラクルミンには、クルクミンに期待される様々な生体に対する作用が認められる可能性があり、現在複数の研究が進行中である, , 。
これまでに報告された動物レベルの研究としては、ラット経口投与時の血中クルクミン動態のほか、ラットにてセラクルミンの経口投与量依存的に血中クルクミン濃度が変化したとの報告もある。また、皮膚に及ぼす紫外線の影響に対するセラクルミンの作用をモルモットにて調べた結果、色素沈着が有意に抑制されたとの報告がある。更に、セラクルミン経口投与による心機能に与える影響を心筋梗塞ラットにおいて調べた結果、クルクミン換算で0.5 mg/kgの投与量でセラクルミンはクルクミン粉末と比較して有意に心筋細胞径の肥大化抑制と血管周囲繊維化面積増加抑制を示したとの報告がある。
ヒトにおける臨床研究としては、経口摂取時の血中クルクミン動態のほか、ラット同様、セラクルミンの経口摂取量依存的に血中クルクミン濃度が変化するとの報告がある。健康成人 (n=6) におけるphaseⅠ臨床試験としては、セラクルミンはクルクミン換算で210 mgまで安全に経口摂取でき、用量依存的に優れたバイオアベイラビリティを示したとの報告がある。
また、アルコール摂取後の血中アセトアルデヒド濃度に対するセラクルミンの作用に関する報告もある。すなわち、飲酒30分前にセラクルミンをクルクミン換算で30mg摂取した場合の作用を、クロスオーバー試験（n=7×2）で検証した結果、セラクルミンを摂取した場合には、摂取しなかった場合に比して、飲酒による血中アセトアルデヒド濃度の上昇が有意に抑制された。
セラクルミンの肝機能改善作用としてはγ-GTPなどのマーカーがやや高値のであるヒトを含む成人（n=19）に、生活習慣を大きく変えずに1ヶ月間セラクルミンを朝夕クルクミン換算として90 mgずつ経口摂取してもらい、肝機能マーカー値の変化を調べたところ、全体の平均でAST (GOT)が12 % (p = 0.016)、ALT (GPT)が16 % (p = 0.041)、γ-GTPが15 % (p = 0.010) 有意に減少したとの報告がある。
皮膚に対する作用としては、健康女性においてセラクルミン摂取時に、摂取前と比して肌の水分量や、シミ、シワ、毛穴などの画像診断所見が、用量依存的に改善したとの報告がある。
心血管機能に対するセラクルミンの作用として、高血圧患者(n = 68)での試験において、クルクミン換算で60 mg/dayのセラクルミン摂取を24週間実施した結果、左室拡張機能の評価に有効であるとされるE/E’が有意に減少（改善）するとの報告がある
また、閉経後、半年以上経過した健康成人(n = 45)によるランダム化ダブルブラインド試験において、クルクミン換算で150 mg/dayのセラクルミン摂取と持久運動トレーニングを8週間実施した結果、左室収縮時に逆行性の反射波からなる圧派、および、大動脈硬化の指標である脈派増大係数が対象群と比較して有意に低下したとの報告がある
このほか、国内外にて進行中の臨床試験としては、京都大学におけるゲムシタビン抵抗性膵臓がん患者におけるゲムシタビンとセラクルミン併用療法試験や、慶応義塾大学における「進行、再発非小細胞肺がんに対するエルロチニブとセラクルミン併用療法の安全性と忍容性試験」、国立病院機構京都医療センターにおける高血圧性心肥大におけるセラクルミンの左室拡張障害に対する改善試験、カリフォルニア大学ロサンゼルス校 (UCLA) におけるアルツハイマー症につながることが示唆される軽度認知障害の患者に対するセラクルミン18ヶ月摂取試験、テキサス大学MDアンダーソンがんセンター (The University of Texas MD Anderson Cancer Center)における進行がん患者でのPhase I試験（安全性・忍容性試験）などがある。